# Liga Mexicana de Béisbol 1977
La Temporada 1977 de la Liga Mexicana de Béisbol fue la edición número 53. Para esta temporada el número de equipos se mantuvo en 16 pero hubo un cambio de sede, los Bravos de Reynosa se convierten en los Plataneros de Tabasco, los Alijadores de Tampico pasan de jugar de la Zona Sur a la Zona Norte. Los equipos continúan divididos en la Zona Norte y Zona Sur, a su vez se subdividen en la división este y oeste con cuatro equipos cada una.
En la Serie Final los Tecolotes de Nuevo Laredo obtuvieron el cuarto campeonato de su historia al derrotar en 5 juegos a los Diablos Rojos del México. El mánager campeón fue Jorge Fitch.

## Equipos participantes
| Liga Mexicana de Béisbol 1977 |          |                             |           |                                      |                          |             |
| Zona                          | División | Equipo                      | Fundación | Ciudad                               | Estadio                  | Capacidad   |
| Norte                         | Este     | Alijadores de Tampico       | 1937      | Tampico, Tamaulipas                  | Alijadores               | 7,000       |
| Norte                         | Este     | Mineros de Coahuila         | 1974      | Monclova, Coahuila Sabinas, Coahuila | Monclova Sabinas         | 8,500 4,000 |
| Norte                         | Este     | Sultanes de Monterrey       | 1939      | Monterrey, Nuevo León                | Cuauhtémoc y Famosa      | 6,000       |
| Norte                         | Este     | Tecolotes de Nuevo Laredo   | 1940      | Nuevo Laredo, Tamaulipas             | La Junta                 | 7,800       |
| Norte                         | Oeste    | Algodoneros de Unión Laguna | 1940      | Torreón, Coahuila                    | Mecano                   | 16,000      |
| Norte                         | Oeste    | Dorados de Chihuahua        | 1936      | Chihuahua, Chihuahua                 | Manuel L. Almanza        | 8,000       |
| Norte                         | Oeste    | Indios de Ciudad Juárez     | 1936      | Ciudad Juárez, Chihuahua             | Cruz Blanca              | 5,000       |
| Norte                         | Oeste    | Saraperos de Saltillo       | 1970      | Saltillo, Coahuila                   | Francisco I. Madero      | 16,000      |
| Sur                           | Este     | Cafeteros de Córdoba        | 1934      | Córdoba, Veracruz                    | "Beisborama"             | 12,000      |
| Sur                           | Este     | Diablos Rojos del México    | 1940      | México, D. F.                        | Seguro Social            | 25,000      |
| Sur                           | Este     | Petroleros de Poza Rica     | 1958      | Poza Rica, Veracruz                  | Heriberto Jara Corona    | 10,000      |
| Sur                           | Este     | Plataneros de Tabasco       | 1975      | Villahermosa, Tabasco                | Centenario 27 de Febrero | 8,500       |
| Sur                           | Oeste    | Alacranes de Durango        | 1958      | Durango, Durango                     | Francisco Villa          | 4,983       |
| Sur                           | Oeste    | Ángeles de Puebla           | 1938      | Puebla, Puebla                       | Hermanos Serdán          | 12,112      |
| Sur                           | Oeste    | Rieleros de Aguascalientes  | 1975      | Aguascalientes, Aguascalientes       | Alberto Romo Chávez      | 6,494       |
| Sur                           | Oeste    | Tigres Capitalinos          | 1955      | México, D. F.                        | Seguro Social            | 25,000      |

## Posiciones
| Zona Norte     | Zona Norte    | Zona Norte    | Zona Norte    | Zona Norte    |
| División Este  | División Este | División Este | División Este | División Este |
| Equipo         | JG            | JP            | PCT           | JV            |
| -------------- | ------------- | ------------- | ------------- | ------------- |
| Nuevo Laredo   | 77            | 75            | .507          | -             |
| Monterrey      | 74            | 77            | .490          | 2.5           |
| Coahuila       | 70            | 81            | .464          | 6.5           |
| Tampico        | 57            | 97            | .370          | 21.0          |
| División Oeste |               |               |               |               |
| Equipo         | JG            | JP            | PCT           | JV            |
| Saltillo       | 84            | 67            | .556          | -             |
| Unión Laguna   | 83            | 67            | .553          | 0.5           |
| Ciudad Juárez  | 81            | 70            | .536          | 3.0           |
| Chihuahua      | 62            | 88            | .413          | 21.5          |

| Zona Sur       | Zona Sur      | Zona Sur      | Zona Sur      | Zona Sur      |
| División Este  | División Este | División Este | División Este | División Este |
| Equipo         | JG            | JP            | PCT           | JV            |
| -------------- | ------------- | ------------- | ------------- | ------------- |
| México         | 94            | 57            | .623          | -             |
| Córdoba        | 86            | 64            | .573          | 7.5           |
| Poza Rica      | 58            | 91            | .389          | 35.0          |
| Tabasco        | 56            | 96            | .368          | 38.5          |
| División Oeste |               |               |               |               |
| Equipo         | JG            | JP            | PCT           | JV            |
| Puebla         | 96            | 54            | .640          | -             |
| Durango        | 77            | 71            | .520          | 18.0          |
| Aguascalientes | 77            | 73            | .513          | 19.0          |
| Tigres         | 73            | 77            | .487          | 23.0          |

| Clasificado a los playoffs |

## Play-offs
|  | Primer Play off | Primer Play off |              |   | Finales de zona | Finales de zona |  |  | Serie Final | Serie Final |
|  |                 |                 |              |   |                 |                 |  |  |             |             |
|  |                 |                 |              |   |                 |                 |  |  |             |             |
|  |                 |                 |              |   |                 |                 |  |  |             |             |
|  |                 |                 |              |   |                 |                 |  |  |             |             |
|  | Unión Laguna    | 2               |              |   |                 |                 |  |  |             |             |
|  | Unión Laguna    | 2               |              |   |                 |                 |  |  |             |             |
|  | Nuevo Laredo    | 4               |              |   |                 |                 |  |  |             |             |
|  | Nuevo Laredo    | 4               | Nuevo Laredo | 4 |                 |                 |  |  |             |             |
|  | Zona Norte      |                 | Nuevo Laredo | 4 |                 |                 |  |  |             |             |
|  |                 | Saltillo        | 2            |   |                 |                 |  |  |             |             |
|  | Monterrey       | Saltillo        | 2            | 3 |                 |                 |  |  |             |             |
|  | Monterrey       |                 |              | 3 |                 |                 |  |  |             |             |
|  | Saltillo        | 4               |              |   |                 |                 |  |  |             |             |
|  | Saltillo        | 4               | Nuevo Laredo | 4 |                 |                 |  |  |             |             |
|  |                 |                 | Nuevo Laredo | 4 |                 |                 |  |  |             |             |
|  |                 | México          | 1            |   |                 |                 |  |  |             |             |
|  | Durango         | México          | 1            | 1 |                 |                 |  |  |             |             |
|  | Durango         |                 |              | 1 |                 |                 |  |  |             |             |
|  | México          | 4               |              |   |                 |                 |  |  |             |             |
|  | México          | 4               | México       | 4 |                 |                 |  |  |             |             |
|  | Zona Sur        |                 | México       | 4 |                 |                 |  |  |             |             |
|  |                 | Córdoba         | 0            |   |                 |                 |  |  |             |             |
|  | Córdoba         | Córdoba         | 0            | 4 |                 |                 |  |  |             |             |
|  | Córdoba         |                 |              | 4 |                 |                 |  |  |             |             |
|  | Puebla          | 3               |              |   |                 |                 |  |  |             |             |
|  | Puebla          | 3               |              |   |                 |                 |  |  |             |             |

## Designaciones
Se designó como novato del año a Abraham Rivera de los Ángeles de Puebla.

## Acontecimientos relevantes
- 26 de mayo: Arturo Casas de los Alijadores de Tampico le lanza le lanza juego sin hit ni carrera de 7 entradas a los Cafeteros de Córdoba, en un partido disputado en Tampico, Tamaulipas y que terminó con marcador de 1-0.
- 20 de junio: George Brunet de los Petroleros de Poza Rica le lanza juego sin hit ni carrera de 9 entradas a los Alacranes de Durango, en un partido disputado en Poza Rica, Veracruz y que terminó con marcador de 5-0.[2]
- 24 de agosto: Un cuadrangular de Juan Martínez decidió un épico juego de 20 entradas entre Saraperos de Saltillo y Sultanes de Monterrey dentro de los Playoffs. Este es hasta ahora el encuentro más largo de postemporada en la historia de la LMB con una duración de cinco horas y 20 minutos, y se disputó en el Estadio Francisco I. Madero de Saltillo, Coahuila; con victoria para el equipo visitante.[3][4]
- Antonio Pollorena, de los Algodoneros de Unión Laguna, por cuarta temporada consecutiva obtiene 20 victorias. Récord vigente.[5]